# Kozel (hradiště, okres Beroun)
Kozel (též V Kozlu nebo Hostim) je lokalita raně středověkého a  pravěkého hradiště u Hostimi u Berouna ve Středočeském kraji. Nachází se jižně od vesnice nad soutokem Berounky a Loděnice. Hradiště je chráněno jako kulturní památka.

## Historie
Doba vzniku hradiště je nejasná. Z jeho plochy pochází nálezy z období eneolitu, střední a mladší doby bronzové, halštatské, římské a hradištní. Část opevnění mohla vzniknout už v eneolitu nebo v období mohylových kultur ve střední době bronzové, ale jedinou spolehlivě datovanou částí je střední val z devátého století. Raně středověké hradiště zaniklo nejpozději na začátku století desátého.
První písemná zmínka o hradišti se nachází v Hájkově kronice. Odborně lokalitu poprvé popsal Moric Lüssner v roce 1875. O dva roky později provedl povrchový průzkum Štěpán Berger a koncem devatenáctého století se lokalitou zabýval Břetislav Jelínek. Archeologický výzkum středního valu v roce 1944 uskutečnil Miloš Šolle a v dalších letech se hradišti věnoval František Prošek.

## Stavební podoba

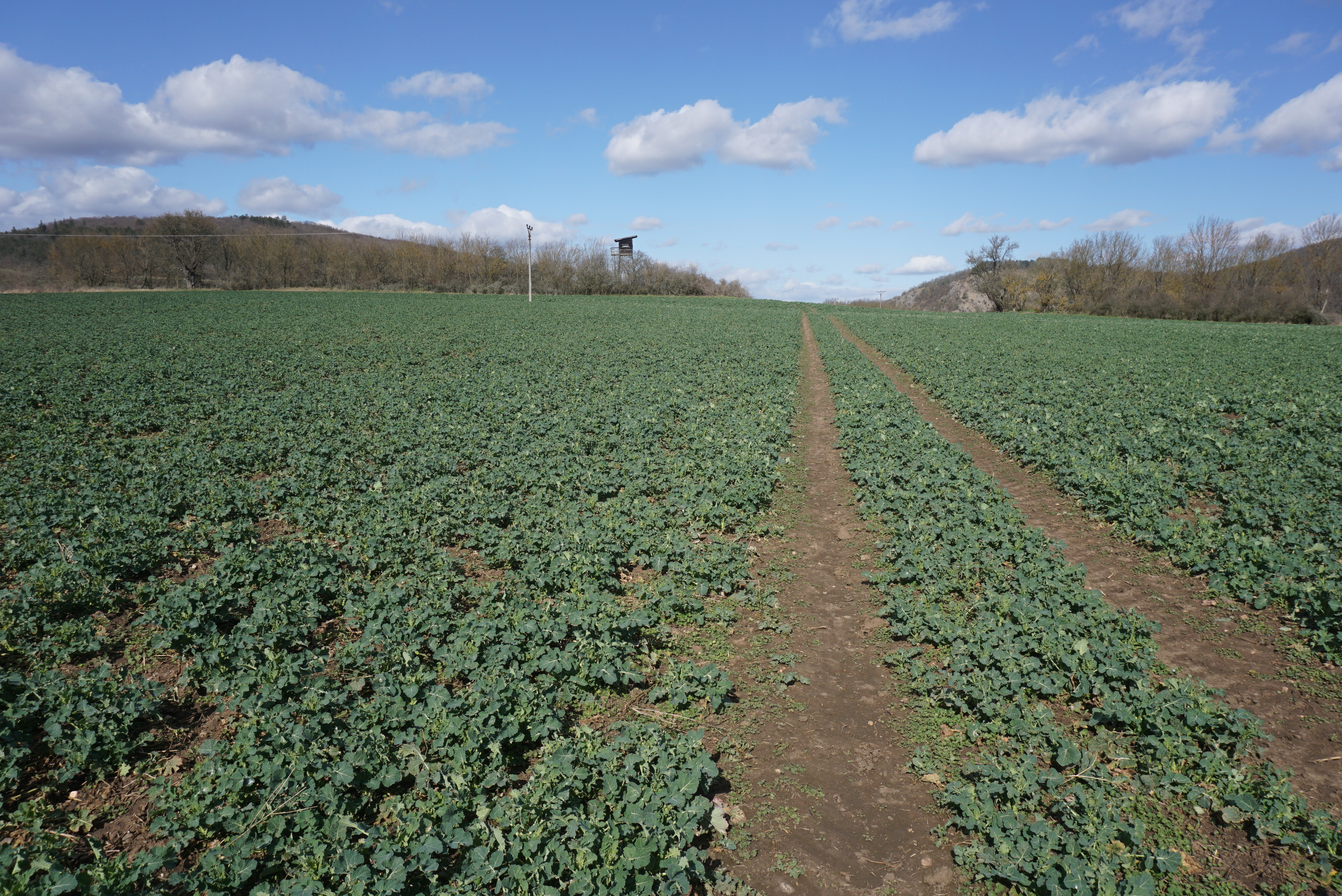
Plocha hradiště

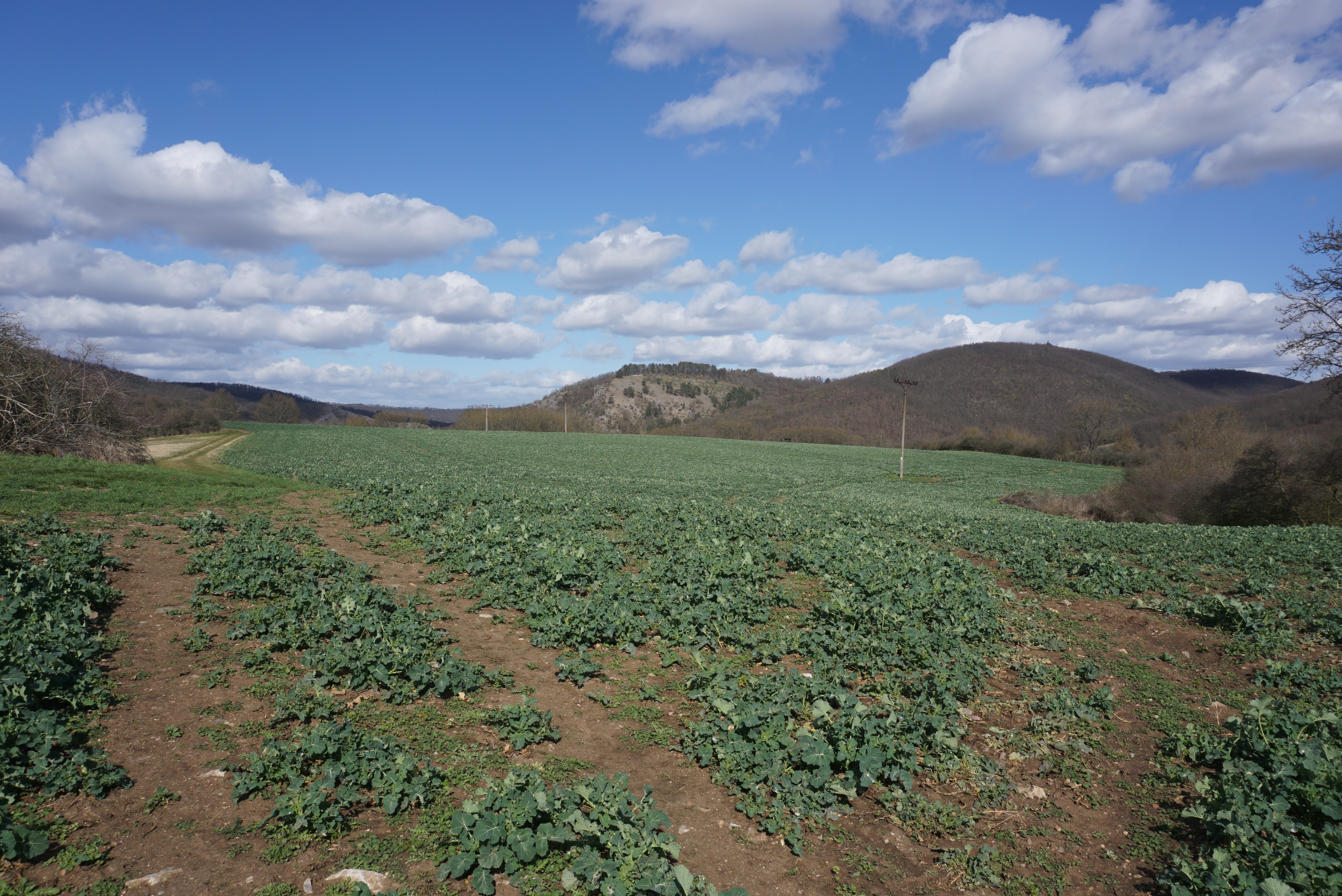
Plocha hradiště

Rozsáhlé hradiště bylo vybudováno v nadmořské výšce 278–304 metrů nad soutokem Berounky a Loděnice na ostrožně, která je součástí Hořovické pahorkatiny. Celková opevněná plocha měří 14,9 hektaru. Boční strany ostrožny s převýšením nade dnem údolí až 65 metrů tvoří strmé skalní stěny. Opevněna tak byla převážně jen přístupná severní strana, kterou chránily tři linie hradeb dochované v podobě valů. Jižní okraj ostrožny byl pozměněn těžbou vápence v lomu Alkazar.
Vnější val byl dlouhý asi 825 metrů a jeho 165metrový úsek chránil i západní stranu. Ve střední a severovýchodní části val dosahuje výšky až tři metry a v severovýchodním nároží až pět metrů. Na opačném konci, v severozápadní části, byl val silně poškozen při výstavbě tzv. Pražské čáry československého opevnění. Dva zdejší bunkry byly později zdemolovány.
Střední val měří na délku asi 400 metrů, jeho šířka se pohybuje od pěti do šesti metrů a výška dosahuje až 1,5 metru. Původní hradba mívala na čelní straně zeď z nasucho kladených kamenů, na kterou z vnitřní strany navazovala dřevohlinitá konstrukce. Nejkratší vnitřní val je dlouhý 134 metrů. Jeho šířka se u paty pohybuje okolo čtyř metrů a v koruně měří dva metry. Převýšení valu nad terénem je dva metry. Na kamenech použitých v jeho konstrukci jsou patrné stopy požáru. Je možné, že tato nejkratší hradba pochází už z eneolitu nebo ze střední doby bronzové.

## Přístup
K hradišti nevede žádná turisticky značená trasa a vzhledem k jeho poloze na území národní přírodní rezervace Karlštejn je vstup do prostoru hradiště zakázán.